# The Woman Conquers
The Woman Conquers è un film muto del 1922 diretto da Tom Forman.

## Produzione
Il film fu prodotto dalla B.P. Schulberg Productions (come Preferred Pictures)

## Distribuzione
Il copyright del film, richiesto dalla Preferred Pictures, fu registrato il 19 ottobre 1922 con il numero LP18330.
Distribuito dalla Associated First National Pictures e presentato da B.P. Schulberg, il film uscì nelle sale cinematografiche statunitensi nel dicembre 1922.